# Sophia Di Martino
Sophia Di Martino (Nottinghamshire, 15 de novembro de 1983) é uma atriz inglesa de ascendência italiana. A atriz é conhecida principalmente por interpretar Sylvie na série Loki, da Marvel Studios.

## Vida pessoal
Nascida em Attenborough, Nottinghamshire, Di Martino obteve um A Level em Música antes de frequentar a Universidade de Salford e assinar com um agente. Se formou com um BA com honras em Mídia e Performance.
Sophia Di Martino mora em Londres.

## Carreira
Di Martino trabalha na televisão, no cinema, no teatro e na música. Em Flowers, do Channel 4, ela interpreta Amy Flowers. Também interpreta Eva no longa-metragem de 2016, The Darkest Universe. Para além disso, apareceu como Amber na terceira série da Sky, Mount Pleasant e como Emma, a namorada do personagem de Simon Bird, Adam, no primeiro episódio da terceira série do Friday Night Dinner do Channel 4. Ela também apareceu na terceira série de 4 O'Clock Club em 2014 como Miss Parkwood e no filme de 2015, Royal Day Out. Foi um membro regular do elenco de Casualty, interpretando o papel de Pauline "Polly" Emmerson de 19 de março de 2009 até 30 de abril de 2011. Em 2018, ela apareceu em Into the Badlands. Di Martino participou em Click and Collect estrelado por Asim Chaudhry e Stephen Merchant transmitido pela BBC One na véspera de Natal de 2018. Ela também estrelou o filme Yesterday (2019) como uma personagem chamada Carol. Em novembro de 2019, foi escalada para a série do Disney+, Loki.

## Filmografia

### Cinema
| Ano  | Título                            | Papel           | Notas        |
| ---- | --------------------------------- | --------------- | ------------ |
| 2011 | Black Pond                        | Rachel          |              |
| 2015 | A Royal Night Out                 | Phoebe          |              |
| 2015 | Draw on Sweet Night               | Lady Mary Darcy |              |
| 2016 | The Darkest Universe              | Eva             |              |
| 2019 | Yesterday                         | Carol           |              |
| 2021 | Sweetheart                        | Lucy            |              |
| 2021 | The Electrical Life of Louis Wain | Judith          | Pós-produção |

### Televisão
| Ano       | Título                        | Papel                          | Notas                                           |
| --------- | ----------------------------- | ------------------------------ | ----------------------------------------------- |
| 2004      | Holby City                    | Gemma Walker                   | Episódio: "In at the Deep End"                  |
| 2005      | Doctors                       | Natalie James                  | Episódio: "Is There a Doctor in the House?"     |
| 2006      | New Street Law                | Ella                           | Episódio: "Episódio #1.7"                       |
| 2006      | Strictly Confidential         | Roanna                         | Episódio: "Episódio #1.4"                       |
| 2009-2011 | Casualty                      | Polly Emmerson / Shauna Milsom | 83 Episódios                                    |
| 2007      | Heartbeat                     | Wendy                          | Episódio: "Where There's Smoke"                 |
| 2007      | The Marchioness Disaster      | Erika Spotswood                | Telefilme                                       |
| 2008      | The Royal Today               | Gemma Pennant                  | 46 Episódios                                    |
| 2008      | Spooks: Code 9                | Namorada de Harpie             | Episódio: "Episódio: #1.4"                      |
| 2008      | Survivors                     | Simone                         | Episódio: "Episódio: #1.1"                      |
| 2009      | Boy Meets Girl                | Estudante de Moda              | Episódio: "Episódio: #1.2" (não-creditada)      |
| 2007-2009 | Ideal                         | Helena                         | 2 Episódios                                     |
| 2010      | The Road to Coronation Street | Josie Scott                    | Telefilme                                       |
| 2012      | Eternal Law                   | Lucy Orchard                   | Episódio: "Episódio: #1.1"                      |
| 2013      | Great Night Out               | Mabel                          | Episódio: "Episódio: #1.5"                      |
| 2013      | Southcliffe                   | Micki                          | Minissérie (Episódio: "Episódio: #1.5")         |
| 2013      | Mount Pleasant                | Amber                          | 8 Episódios                                     |
| 2014      | Friday Night Dinner           | Emma                           | Episódio: "The Girlfriend"                      |
| 2014      | 4 O'Clock Club                | Miss Emma Parkwood             | 10 Episódios                                    |
| 2015      | Hetty Feather                 | Hannah Prestwick               | Episódio: "Founding Reclaimed"                  |
| 2015      | The Job Lot                   | Jodie                          | Episódio: "Episódio: #3.4"                      |
| 2015      | Spencer Jones Christmas       | Mãe                            | Telefilme                                       |
| 2016      | Midsomer Murders              | Amber Layard                   | Episódio: "Breaking the Chain"                  |
| 2016–2018 | Flowers                       | Amy Flowers                    | 12 Episódios                                    |
| 2017      | Hidden America with Jonah Ray | Emma                           | Episódio: "London: The Original America"        |
| 2017      | Election Spy                  | Becs                           | 9 Episódios                                     |
| 2017      | The Jonah Man                 | Claire                         | Telefilme                                       |
| 2017      | Crackanory                    | Lil                            | 4ª Temporada; Episódio 6: "The Devil's Haircut" |
| 2018      | Into the Badlands             | Lily                           | 2 Episódios                                     |
| 2018      | Click & Collect               | Claire                         | Telefilme                                       |
| 2020      | Silent Witness                | DCI Claire Ashby               | 2 Episódios                                     |
| 2020      | Hitmen                        | Annie                          | Episódio: "Rivals"                              |
| 2021-2023 | Loki                          | Sylvie                         | 11 Episódios                                    |
| 2022      | Peacock                       | Blue                           | 3 Episódios                                     |

### Curtas
| Ano  | Título           | Papel         | Notas |
| ---- | ---------------- | ------------- | ----- |
| 2006 | Free Range       | Charlotte     |       |
| 2009 | "Blue"           | Saskia Burton |       |
| 2013 | Dvision          | Lily          |       |
| 2016 | The Lock-In      | Jodie         |       |
| 2017 | Canned           | Sam           |       |
| 2017 | The Photographer | Sophie        |       |
| 2017 | Smear            | Chloe         |       |
| 2017 | "Baby Gravy"     | Brona         |       |
| 2019 | End-O            | Jaq           |       |
| 2021 | Since Yesterday  | Young Woman   |       |